# York (Maine)
York es un pueblo ubicado en el condado de York en el estado estadounidense de Maine. En el Censo de 2010 tenía una población de 12.529 habitantes y una densidad poblacional de 36,71 personas por km².

## Historia

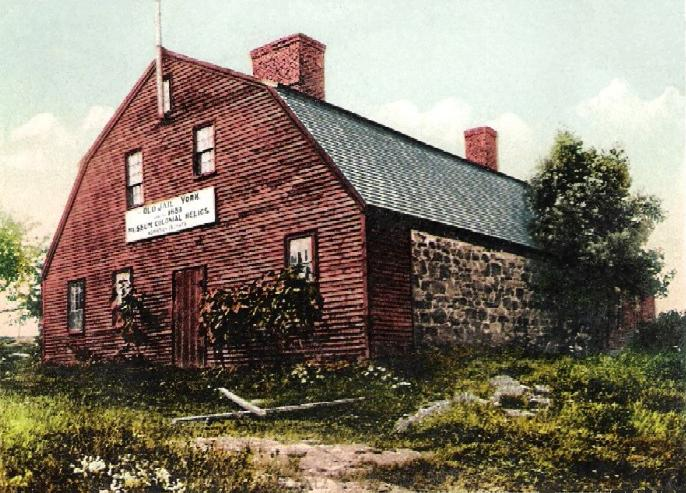
The Old Gaol (Cárcel) en 1901

Establecida por primera vez por europeos en 1624, la plantación se llamó originalmente Agamenticus, el término Abenaki para el río York, que también era el nombre que se le daba al colina, visible desde el mar.
En 1638, los colonos cambiaron el nombre a Bristol en honor a Bristol, England, de donde habían emigrado. Con la visión de una gran ciudad que surgiría de la naturaleza salvaje, Sir Ferdinando Gorges, propietario de Maine bajo la patente de Plymouth, nombró Gorgeana la capital de su provincia.
El 1 de marzo de 1642, mediante carta del rey Carlos I de Inglaterra, Gorgeana se convirtió en la primera ciudad incorporada de América.
Tras la muerte de Gorges, la Colonia de la Bahía de Massachusetts reclamó su dominio. En 1652, York, Massachusetts, se incorporó a partir de una parte de Gorgeana, convirtiéndose en la segunda ciudad más antigua de Maine después de Kittery, incorporada dos años antes. Recibió su nombre de York, Inglaterra; Sin embargo, el control de la región se disputaba entre Nueva Inglaterra y Nueva Francia, lo que incitó a los nativos americanos a atacar los asentamientos ingleses durante las guerras franco-indígenas.

Mapa de Sewall de York, Maine, 1794

La primera iglesia congregacional de York fue fundada en 1672 por el reverendo Shubael Dummer. hijo de Richard Dummer y tío de William Dummer, quien se convirtió en gobernador interino de la Provincia de la Bahía de Massachusetts.
Durante la Guerra del Rey Guillermo, York fue destruida en la Masacre de la Candelaria de 1692. Durante la incursión de los Abenakis, Dummer fue asesinado a tiros en la puerta de su casa. Unas 50 personas más fueron asesinadas y cerca de 100 fueron llevadas cautivas, entre ellas la esposa de Dummer, Lydia, y su hijo, quien, «a causa de las nieves y las penurias entre los dragones del desierto, también murió rápidamente». No se supo nada más del niño.
El último ataque indígena local tuvo lugar en la zona del cabo Neddick durante la Guerra de Dummer en 1723. Las hostilidades disminuyeron con la derrota francesa en el Asedio de Louisbourg (1745) y cesaron por completo con el Tratado de París (1763) de 1763.

### Centro comercial
Como capital provincial y sede de la Cárcel Real (prisión), York prosperó. Numerosos muelles y almacenes abastecían el comercio con las Indias Occidentales. Se enviaban productos agrícolas y madera a cambio de azúcar, melaza y otros productos básicos. Un comerciante notable fue John Hancock, cuyo establecimiento ahora es un museo. Sin embargo, tras la Revolución Americana, la Ley de Embargo de 1807 del presidente Thomas Jefferson paralizó el comercio. York, privada de su estatus de capital, no volvería a ser próspera hasta después de la Guerra de Secesión, cuando sus brisas marinas y su encanto colonial, incluyendo antiguas casas como la Granja John Sedgley, atrajeron turistas.

### Actualidad
Al igual que Bar Harbor, Maine y Newport, Rhode Island, York se convirtió en un elegante lugar de veraneo y conserva numerosos ejemplos distintivos de la arquitectura de la Edad Dorada, en particular del estilo tejas. Un conjunto de edificios históricos en el centro de York Village son mantenidos como museos por la Sociedad Histórica de Old York.

## Geografía
York se encuentra ubicado en las coordenadas 43°9′56″N 70°35′28″O / 43.16556, -70.59111. Según la Oficina del Censo de los Estados Unidos, York tiene una superficie total de 341.31 km², de la cual 141.59 km² corresponden a tierra firme y (58.51%) 199.71 km² es agua.

## Demografía
Según el censo de 2010, había 12.529 personas residiendo en York. La densidad de población era de 36,71 hab./km². De los 12.529 habitantes, York estaba compuesto por el 97.59% blancos, el 0.36% eran afroamericanos, el 0.14% eran amerindios, el 0.81% eran asiáticos, el 0% eran isleños del Pacífico, el 0.26% eran de otras razas y el 0.85% pertenecían a dos o más razas. Del total de la población el 1% eran hispanos o latinos de cualquier raza.